# Sicherheitshinweis
Ein Sicherheitshinweis (nicht Warnhinweis) ist nach EN 82079 eine 

„sicherheitsbezogene Information, die nach einem sinnvoll organisierten System in einem Dokument oder Abschnitt eines Dokuments gesammelt oder gruppiert sind, um Sicherheitsmaßnahmen zu erklären, Sicherheitsbewusstsein zu wecken und eine Grundlage zur sicherheitsbezogenen Schulung der Nutzer zu schaffen“

Ein Sicherheitshinweis dient dazu Personen und auch andere Lebewesen oder die Umwelt vor Gefährdungen zu bewahren.
Sicherheitshinweise sind nicht mit Warnhinweisen zu verwechseln, obwohl beide den gleichen Aufbau und die gleiche Gestaltung haben. Sicherheitshinweise sind auf der Verpackung oder dem Produkt aufgebracht – dann heißen sie Produktsicherheitslabel – oder in Gebrauchsanleitungen und Beipackzetteln enthalten. Sicherheits- und Gefahrenhinweisen müssen genormte Sicherheitskennzeichen enthalten.
Sicherheitshinweise in Gebrauchsanleitungen und Produktsicherheitslabeln haben die gleiche Gestaltung und Definition. Sicherheitshinweise im Global harmonisiertes System zur Einstufung und Kennzeichnung von Chemikalien haben eine ähnliche Gestaltung, mit Signalwort und Warnzeichen, aber unterschiedlicher Definition.
Sicherheitshinweise sind gesetzlich vorgeschrieben. Sie dienen aber auch dazu, die Produkthaftung des Herstellers zu minimieren und werden im Regelfall auf Basis einer vorhergehenden Risikoanalyse erstellt. Sind Sicherheitshinweise nicht richtig erstellt, kann bei Eintritt der Gefährdung ein Bußgeld verhängt werden.
Werden durch das Produkt selbst Gefährdungen ausgelöst, wurde von der EU das Rapid Exchange of Information System (RAPEX) geschaffen. RAPEX ermöglicht einen schnellen EU-weiten Informationsaustausch über Maßnahmen wie Rückhol- oder Rückrufaktionen, ganz gleich ob es sich um Maßnahmen der einzelstaatlichen Behörden oder um freiwillige Maßnahmen der Hersteller und Händler handelt.
Beispiele für Sicherheitshinweise:
- bei Medikamenten auf mögliche Nebenwirkungen, die in Packungsbeilagen und Fachinformationen dargelegt werden müssen (siehe auch Arzneimittelrecht),
- bei Chemikalien auf Gefahren hinsichtlich Giftigkeit, Brennbarkeit, Radioaktivität (siehe auch Global harmonisiertes System zur Einstufung und Kennzeichnung von Chemikalien),
- bei Maschinen und Geräten auf mögliche Gefahren bezüglich Bedienung oder Aufenthalt in unmittelbarer Nähe (beispielsweise Gefahr eines Stromschlages oder gehörschädigenden Lärms),
- bei Spielzeugen auf Verletzungsgefahr und bei Kleinkindern auf Verschluckungsgefahr,
- bei Computern im Zusammenhang mit intensiver Beschäftigung mit Computerspielen auf Gefahren (siehe Epilepsie, Gaming Sickness),
- bei Wattestäbchen auf Gefahren bei Einführung in den Gehörgang.

## SAFE-Methode
Die SAFE-Methode ist ein Verfahren zur systematischen Gestaltung von Sicherheitshinweisen. Die Schwere der Gefahr sowie Quelle der Gefahr ergeben sich aus der o. g. Risikoanalyse. Das Akronym SAFE steht für:
- Schwere der Gefahr (Signalwort)
- Art und Quelle der Gefahr
- Folgen bei Missachtung der Gefahr
- Entkommen (Maßnahmen zur Abwehr der Gefahr)

## Signalwörter (gemäß EN 82079 und ANSI Z535)
Die Signalwörter geben Rückschluss auf die Schwere der Gefahr:
Personenschäden:
- GEFAHR bezeichnet eine unmittelbar drohende Gefahr. Wenn sie nicht gemieden wird, sind Tod oder schwerste Verletzungen die Folge.
- WARNUNG bezeichnet eine möglicherweise drohende Gefahr. Wenn sie nicht gemieden wird, können Tod oder schwerste Verletzungen die Folge sein.
- VORSICHT bezeichnet eine möglicherweise drohende Gefahr. Wenn sie nicht gemieden wird, können leichte oder geringfügige Verletzungen die Folge sein.

Produkt-/Maschinen-/Anlagenschäden (früher nur ANSI Z535, seit 2019 auch EN 82079):
- HINWEIS bezeichnet einen möglicherweise auftretenden Sachschaden.
- ACHTUNG oder AUFPASSEN kann gemäß EN 82079-1 auch verwendet werden.

## Normen
Zur Gestaltung von Sicherheitshinweisen müssen Normen herangezogen werden:
- EN 82079-1
- ANSI Z535
- DIN 4844-1 (nimmt auf ISO 3864-1 Bezug)
- ISO 3864-1
- DIN EN ISO 7010
- EN ISO 20607:2019